# Valor da ruína

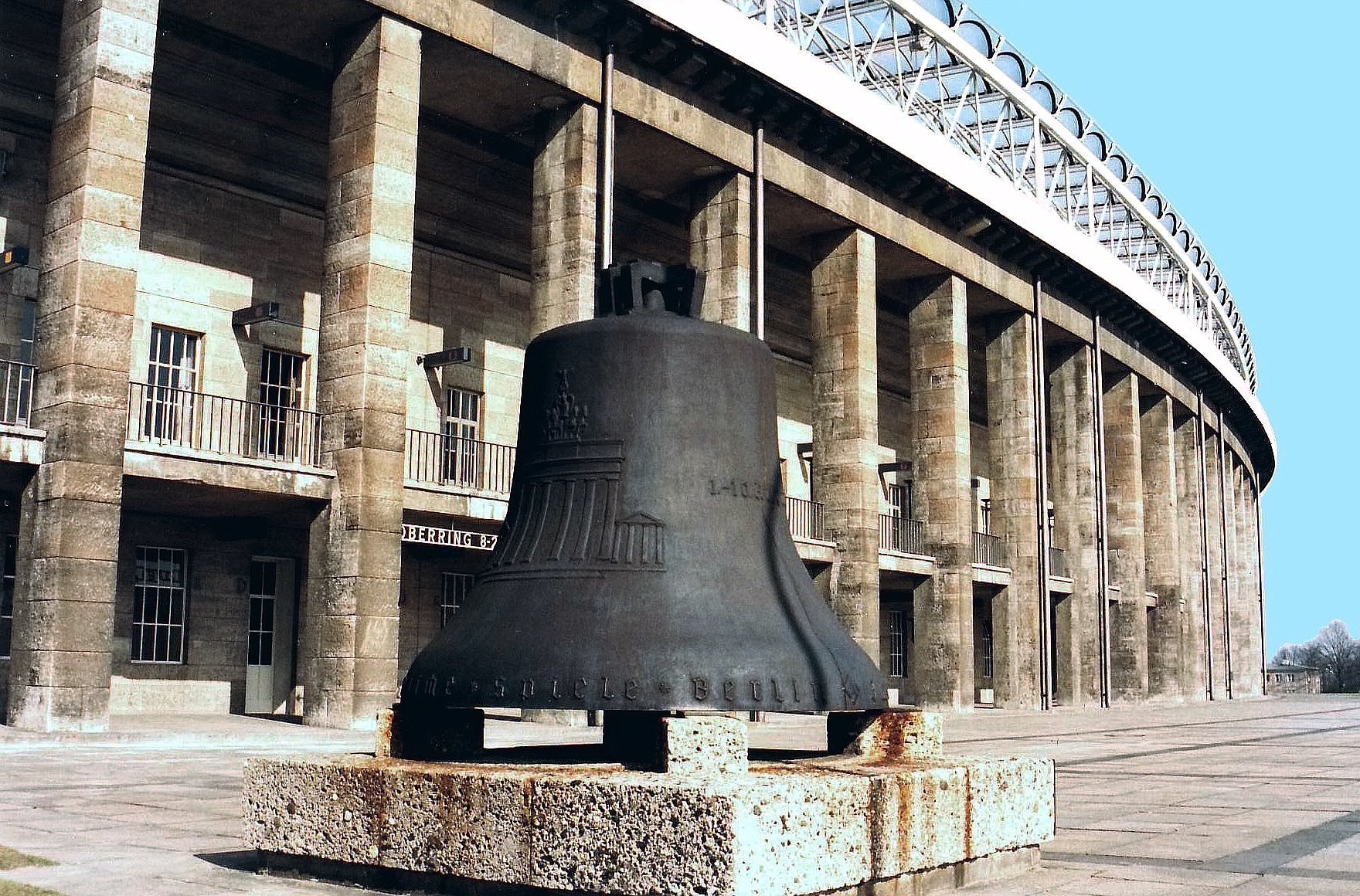
Estádio Olímpico, em Berlim, Alemanha. – Sino usado nos Jogos Olímpicos de Verão de 1936. Observe a rachadura no sino e a suástica parcialmente obliterada na borda inferior, logo à direita da rachadura, como aparecia em 1993.

A teoria do valor da ruína foi um conceito arquitetônico concebido por Albert Speer enquanto arquiteto da Alemanha Nazista. De acordo com ela, todos os novos edifícios seriam construídos de modo que ficassem esteticamente agradáveis quando se transformassem em ruínas, milhares de anos depois, no futuro. Tais ruínas seriam o testamento da grandeza do Terceiro Reich, da mesma maneira que as ruínas gregas e romanas são símbolos da grandeza dessas civilizações. A ideia teve apoio de Adolf Hitler.